# حمام بازار (حمام قنبر عمو)
حمام بازار (حمام قنبر عمو) مربوط به دوره قاجار است و در شبستر، بازار شیخ شبستری، کوچه حمام، حمام بازار واقع شده و این اثر در تاریخ ۱۱ مرداد ۱۳۸۴ با شمارهٔ ثبت ۱۲۴۵۰ به‌عنوان یکی از آثار ملی ایران به ثبت رسیده است.